# Limhamn-Bunkeflo
För fotbollslaget, se IF Limhamn Bunkeflo.

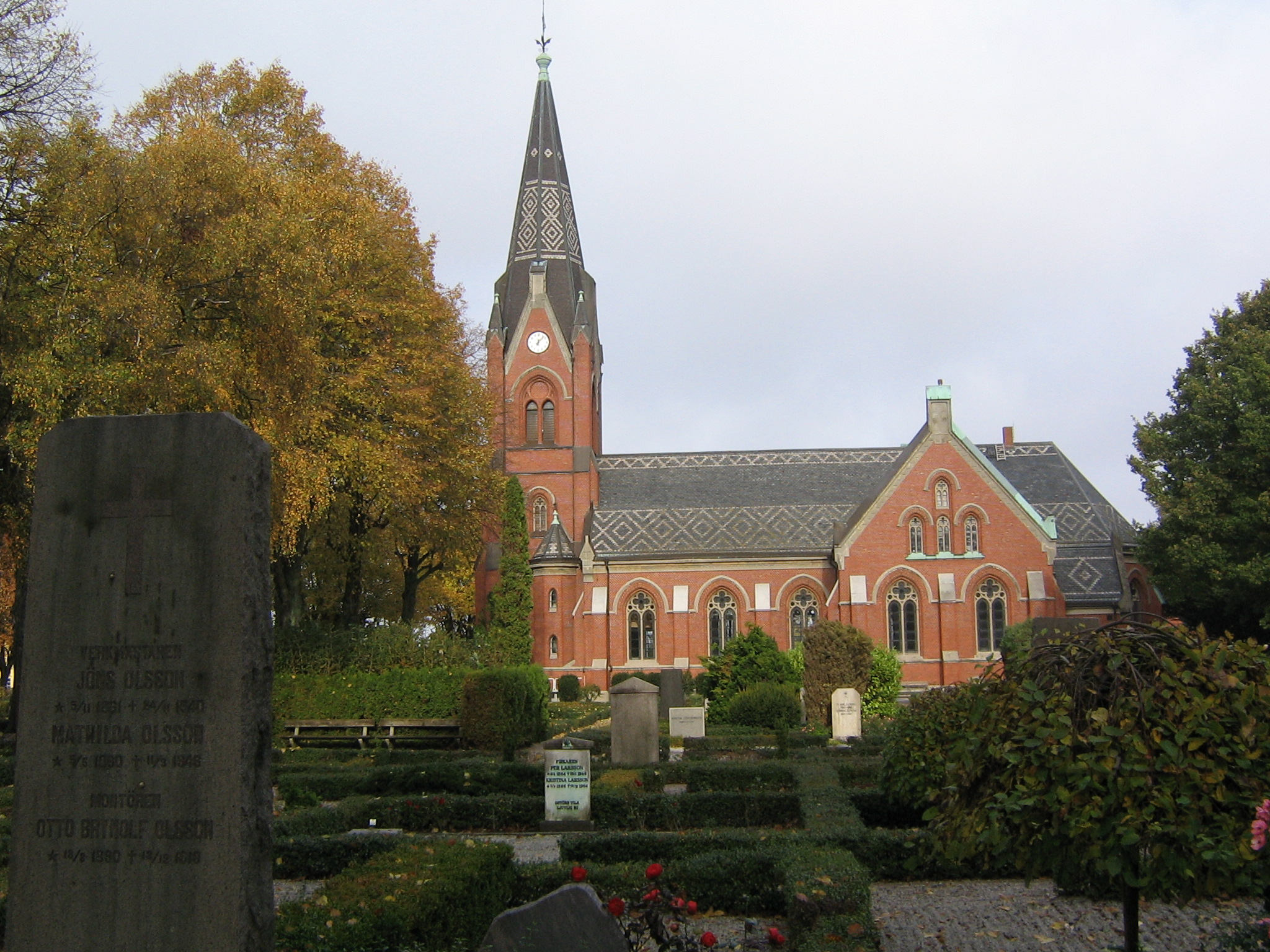
Limhamns kyrka finns i stadsdelen.

Limhamn-Bunkeflo är en stadsdel i stadsområdet Väster i Malmö. I Limhamn-Bunkeflo bor det över 42 600 personer (2012). Halva stadsdelen består av en del av Malmö tätort, medan andra halvan till största delen består av jordbruksmark. 

## Delområden
| - Annetorp - Bellevue - Bunkeflostrand - Djupadal - Elinelund - Gamla Limhamn - Hyllieby - Kalkbrottet - Klagshamn - Limhamns hamnområde | - Naffentorp - Nya Bellevue - Ribersborgsstranden (del av) - Rosenvång - Sibbarp - Skumparp - Tygelsjö by - Tygelsjö vång - Vintrie - Västra Klagstorp |